# Zeese

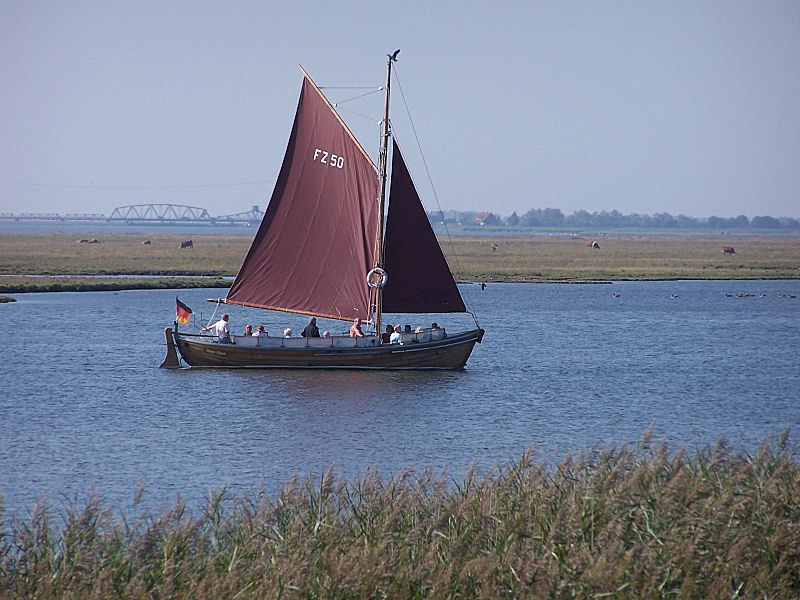
Zeesenboot

Zeese ist die Bezeichnung für jedes Schleppnetz im weiteren Sinne.
Im engeren Sinn bezeichnet man als Zeese ein spezielles Fanggeschirr mit Grundschleppnetz von 12 m Maulbreite, das von den Zeesenbooten geschleppt wurde. Sie ist abzugrenzen von der spezielleren Tuckzeese, die mit zwei Booten bedient wurde.
Die Zeesenfischerei mit Zeesenbooten war vor allem im 19. und 20. Jahrhundert in den pommerschen Boddengewässern der Ostsee verbreitet.

## Funktionsweise
Zum Fischen driftete das Boot, mit dichtgesetzten Segeln und gehobenem Schwert fast quer (dwars) vor dem Wind liegend, lautlos dahin. Immer auf der Steuerbordseite zog es in Luv das Fanggeschirr mit Grundschleppnetz, die Zeese, hinter sich her. Die Zeese wurde achtern an einer über den Achtersteven hinausragenden Stange, dem Driftbaum, und vorne am Klüverbaum befestigt und dadurch aufgespreizt.
Gezeest wurde nachts ohne Positionslichter. Eine Drift dauerte ca. 2 Stunden, je nach Gewässergröße, dann wurde zurückgekreuzt und mit der nächsten Drift begonnen.

## Historische Entwicklung
Die Fischerei mit Zeesenbooten erreichte in der zweiten Hälfte des 19. Jahrhunderts ihre Blüte. Stralsund war mit weit über hundert Zeesenbooten das Zentrum der Zeesenfischerei. Zum Ende der 1920er Jahre wurden die ersten Hilfsmotoren in Zeesenboote eingebaut, die z. B. zum schnelleren Versetzen des Bootes nach einer Drift zum Einsatz kamen. Für das eigentliche Fischereiverfahren, das Schleppen der Zeese unter Segeln – mit dem Boot quer vor dem Wind treibend – hatten Motoren keinerlei Bedeutung. Nach dem Zweiten Weltkrieg kam es in den 1950er bis zum Ende der 1960er Jahre, von den Dörfern der Barther Boddenkette ausgehend, noch einmal zu einer Renaissance der Zeesenfischerei. Gefischt wurde in den Rügenschen Gewässern und im Stralsunder Revier, wo diese Art der Fischerei unter Segeln zu diesem Zeitpunkt nur noch vereinzelt ausgeübt wurde. Bis Anfang der 1980er Jahre wurde nur noch von einer Handvoll Fischern ein Erlaubnisschein zum Fischfang mit der Treibzeese beantragt. In den 1990er Jahren wurde der Schleppnetzfischerei innerhalb der 3-Meilen-Zone die gesetzliche Grundlage entzogen. Erst seit dem Jahr 2002 wird, durch einige Enthusiasten des Vereins der Zeesener e. V., diese alte Fischereitechnik, zum Zwecke der Traditionspflege und zur Bereicherung des Tourismus in der Region Fischland-Darss, wieder jährlich als Versuchsfischerei demonstriert.